# 이스트코스트 힙합
이스트 코스트 힙합(East Coast hip hop)은 1970년대에 뉴욕 지역에서 유래한 힙합 음악의 지역적 하위 장르이다. 힙합은 뉴욕에서 도래하여 발전한 것으로 여겨지는데, 이스트 코스트 힙합은 미국의 다른 지역 출신의 아티스트가 나타난 이후 구분되는 하위 장르가 되었다. 다른 스타일과 비교하여 이스트 코스트 힙합은 춤을 위한 비트보다는 집중적 감상을 위한 복잡한 가사에 중점을 둔다.
올드 스쿨 힙합에서 실행된 단순한 라임 패턴과 구성과는 달리 이스트코스트 힙합은 능란한 랩으로 유명하며, 다음절 라임, 복잡한 재담, 지속적으로 자유롭게 흐르는 딜리버리, 복잡한 은유 등으로 특징된다. 이스트 코스트 힙합은 전형적인 사운드와 스타일을 가지고 있으며, 공격적인 비트와 샘플 조합에 중점을 둔다. EPMD나 퍼블릭 에너미 등은 공격적이고 강하게 때리는 비트를 강조하는 반면, 에릭 B. & 라킴, 부기 다운 프로덕션스, 빅 대디 케인, 나스, 노토리어스 B.I.G, 슬릭 릭은 랩 스킬로 유명하다. 이스트 코스트 힙합의 역사 전반에서 가사의 주제는 어 트라이브 콜드 퀘스트, 퍼블릭 에너머 등의 정치적 힙합(Political hip hop)부터 랙원, 쿨 지 랩 등의 마피오소 랩까지를 아우른다.

## 같이 보기
- 웨스트코스트 힙합